# Antwerpse School
De Antwerpse School is de benaming voor kunstschilders die tijdens de 16de en 17de eeuw actief waren in Antwerpen.

## Geschiedenis
In de 16de eeuw werd Antwerpen de belangrijkste handelsstad in de Bourgondische Nederlanden.  Kunstenaars sloten zich aan bij het Antwerpse Sint-Lucasgilde om hun beroep te kunnen uitoefenen in de stad.
Dit gilde stond garant voor de kwaliteit en de scholing van jong talent. Kunstenaars moesten eerst als leerling een opleiding volgen bij een meester. De jonge leerlingen moesten karweitjes opknappen zoals pigmenten mengen, draperingen schilderen en studies maken.
De eerste school van kunstenaars die ontstond in de stad waren de Antwerpse maniëristen, een groep anonieme laatgotische schilders actief in de stad van ongeveer 1500 tot 1520. Zij werden gevolgd door de maniëristische schilders in de Italiaanse traditie die vaak in Italië hadden gestudeerd.  Deze ontwikkeling speelde zich af vanaf 1550. Jan Gossaert was een belangrijke vertegenwoordiger van deze stroming en andere kunstenaars, zoals Frans Floris de Vriendt, schilderden ook in deze stijl.
De Beeldenstorm van 1566 leidde to de vernietiging van vele religieuze kunstwerken. De heropbouw en herinrichting van kerken en kloosters gaf een nieuw elan aan de schilderkunst. Kunstenaars als Otto van Veen en leden van de familie Francken, die werkzaam waren in een laat-maniëristische stijl, schilderden talrijke altaarstukken om de vernietigde en verdwenen werken te vervangen. De Val van Antwerpen in 1585 betekende het begin van de economische neergang van de stad.
De stad kende een artistieke vernieuwing in de 17e eeuw. De grote werkplaatsen van Peter Paul Rubens en Jacob Jordaens, en de invloed van Anthony van Dyck, maakten Antwerpen het centrum van de Vlaamse kunst. De stad was een internationaal belangrijk uitgeverijcentrum, en had een enorme productie van oude meester-prenten en boekillustraties. De barokstijl van de Antwerpse school werd de dominerende stijl in de Zuidelijke Nederlanden en staat bekend als de Vlaamse barok.
Doeken uit de Antwerpse school zijn nog steeds zeer gewild en doeken op veilingen zijn een garantie voor succes.

## Zie ook

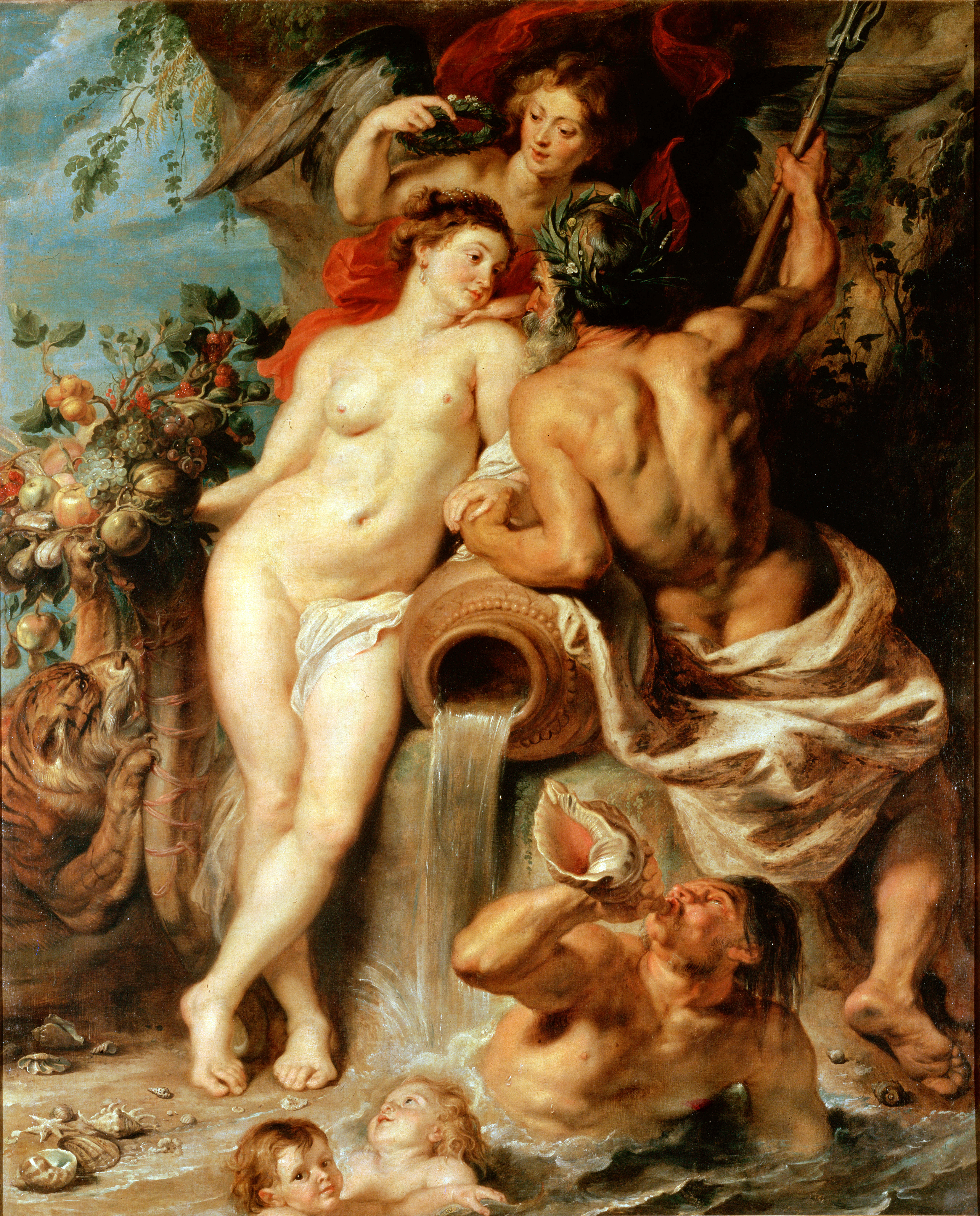
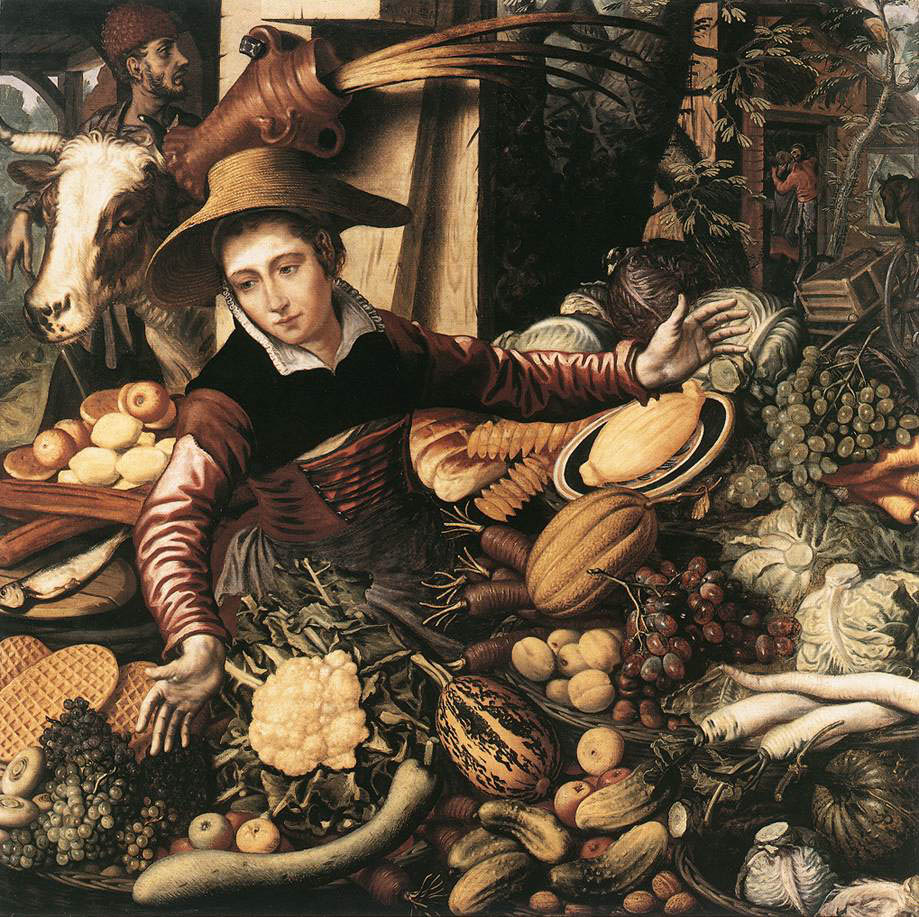
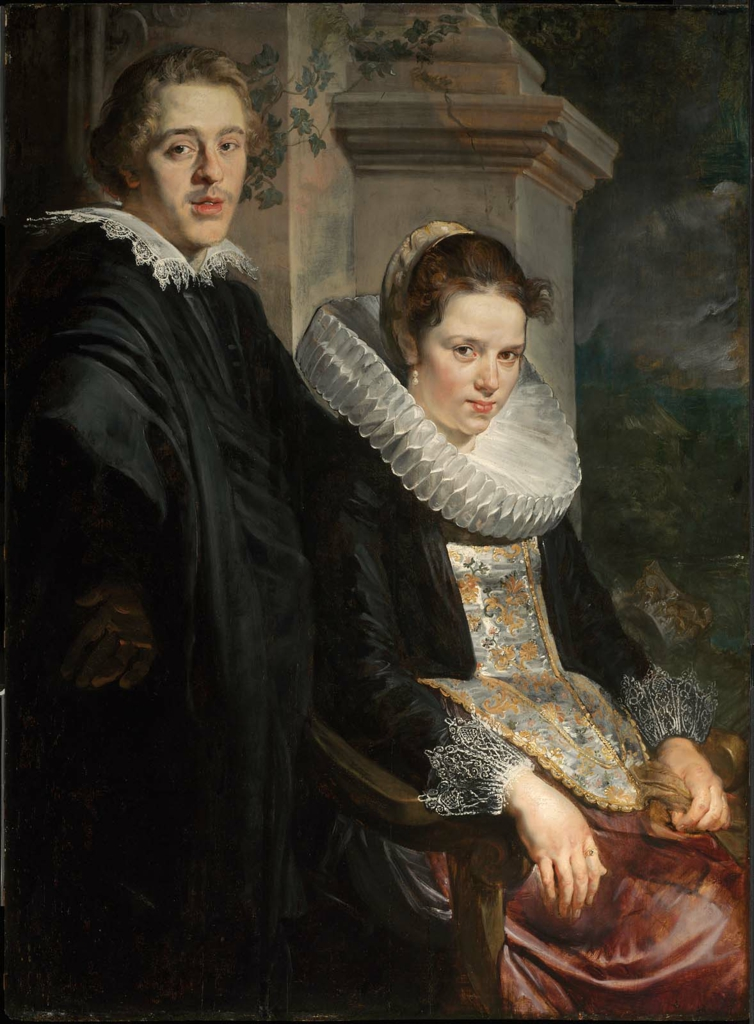
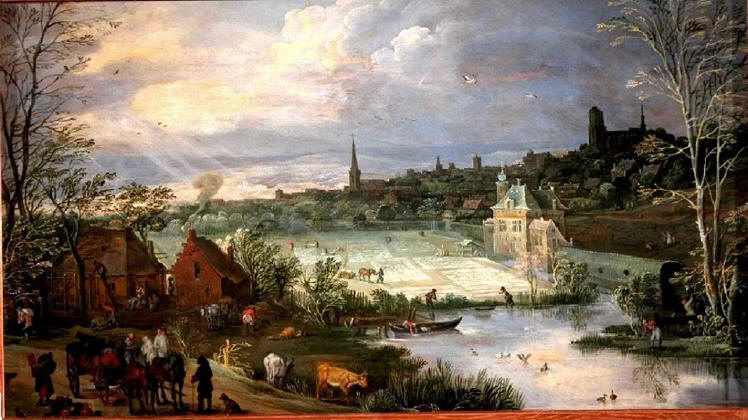
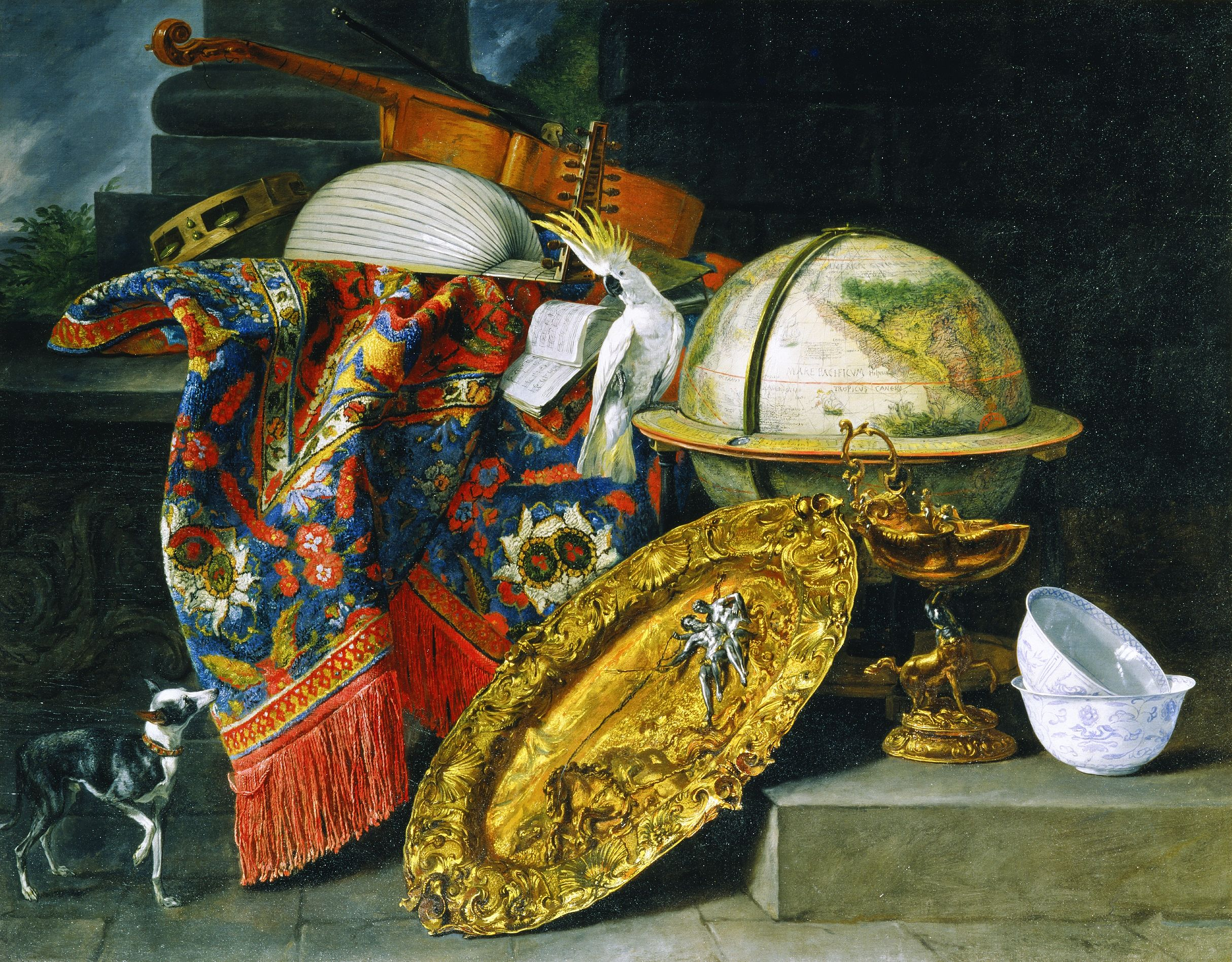
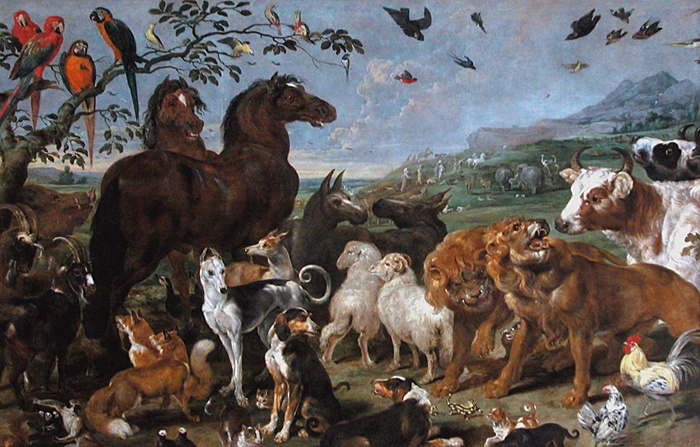
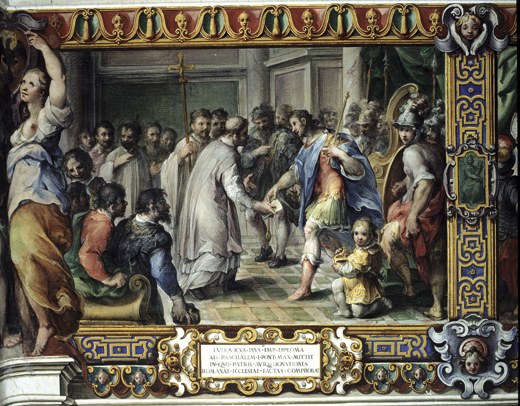
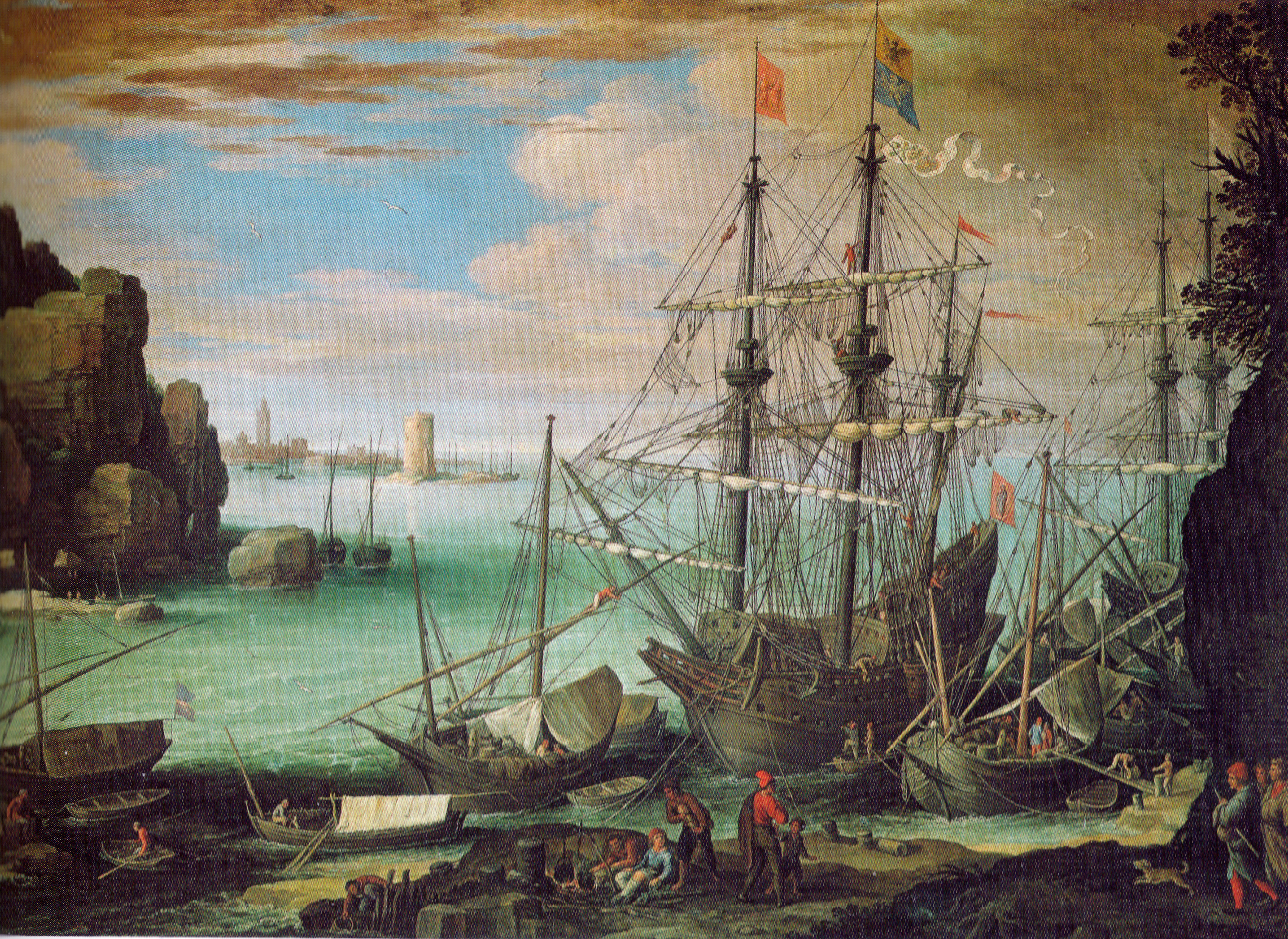
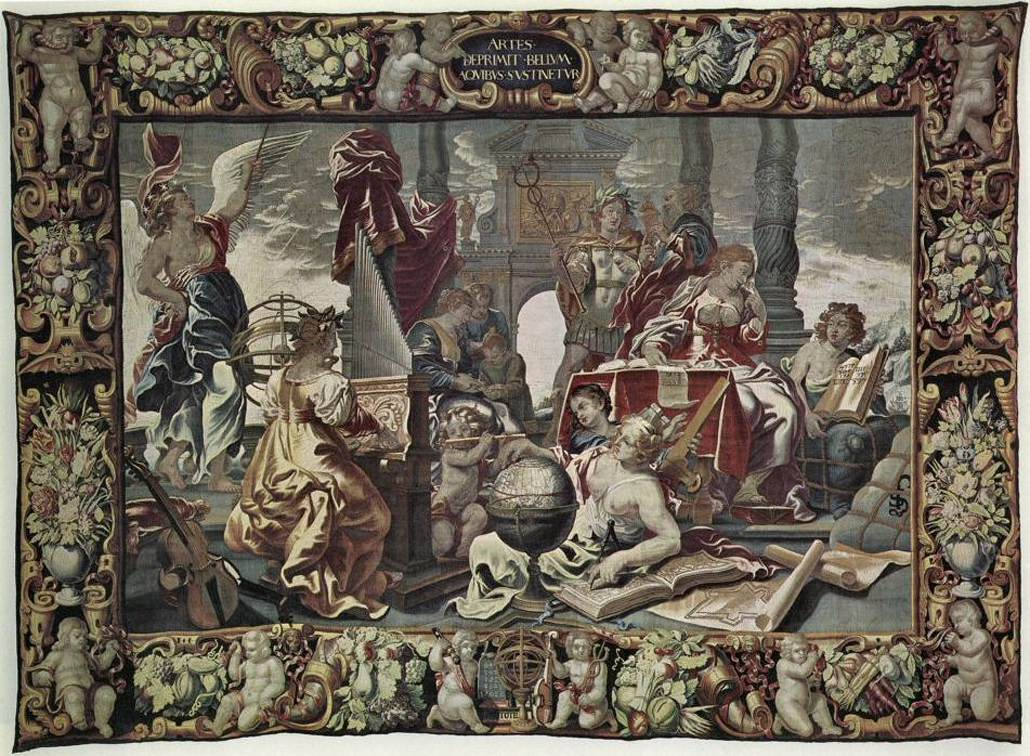
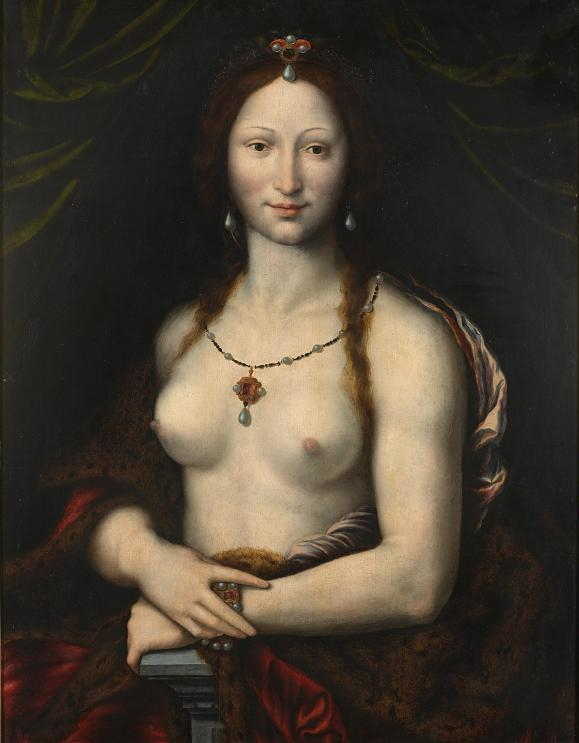
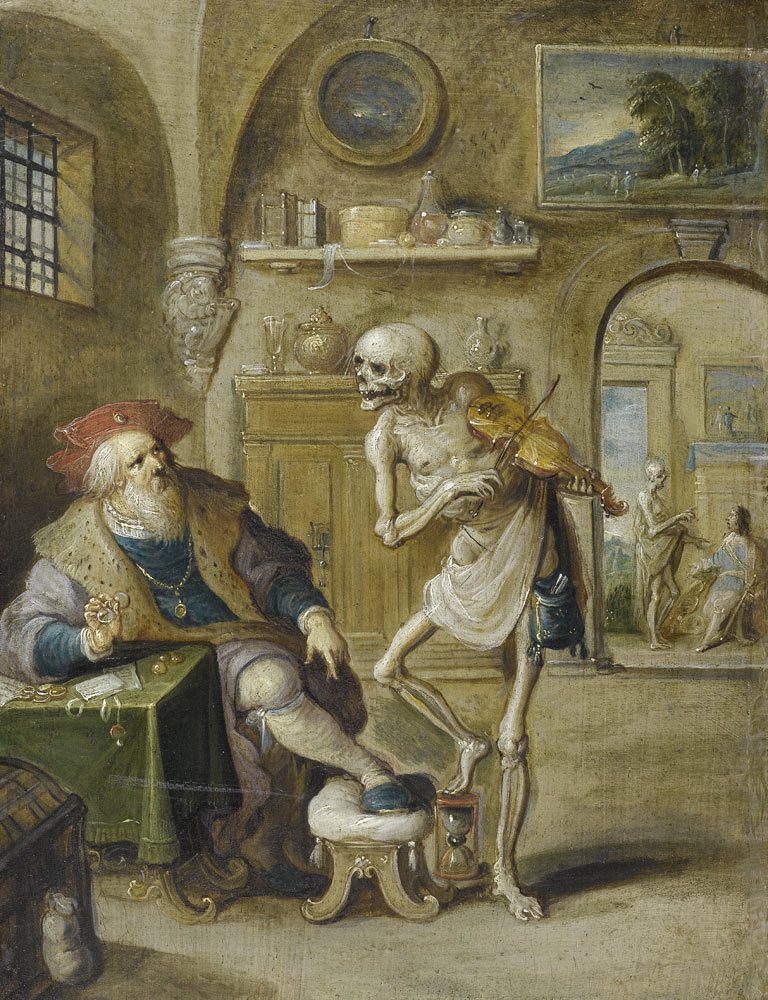
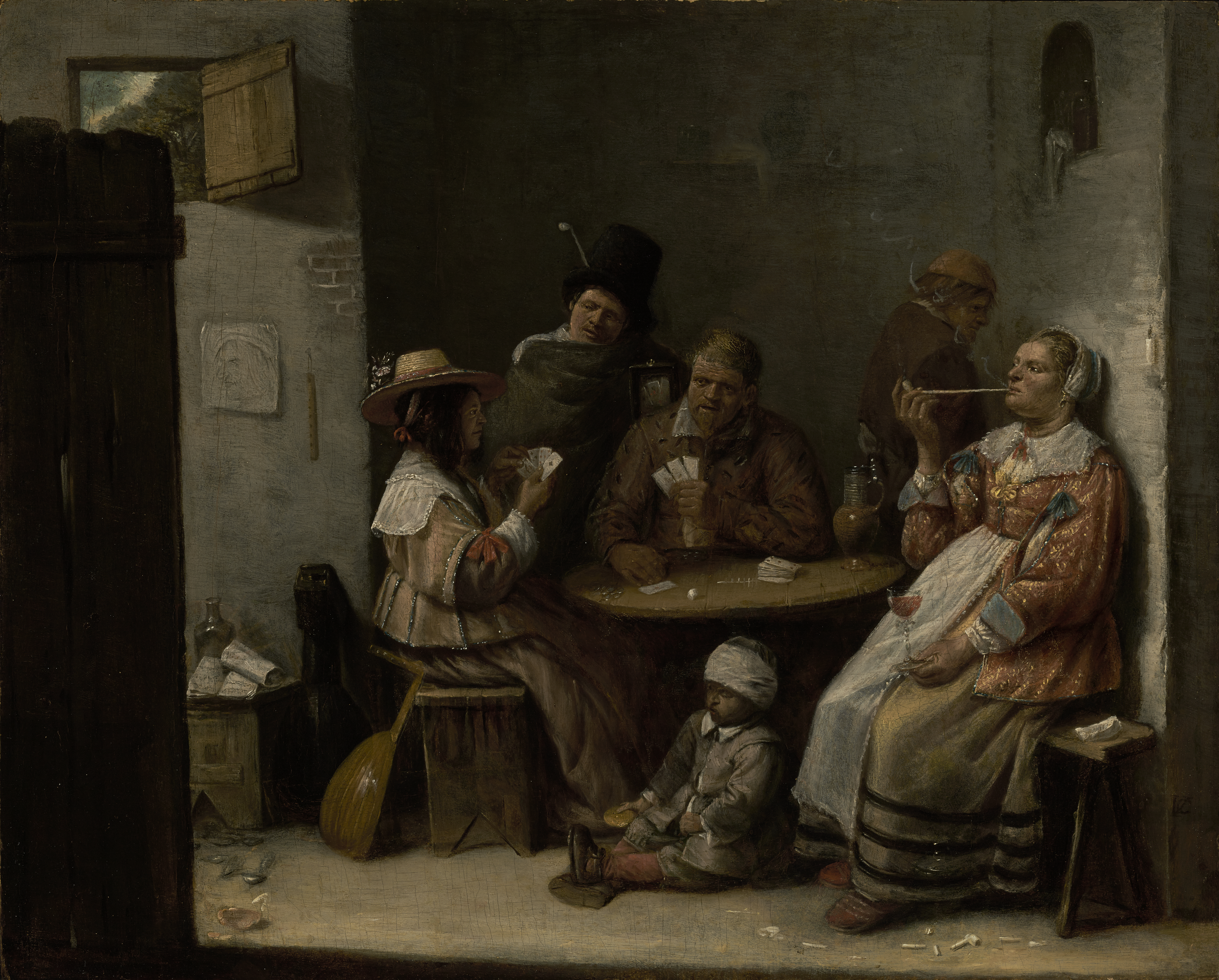
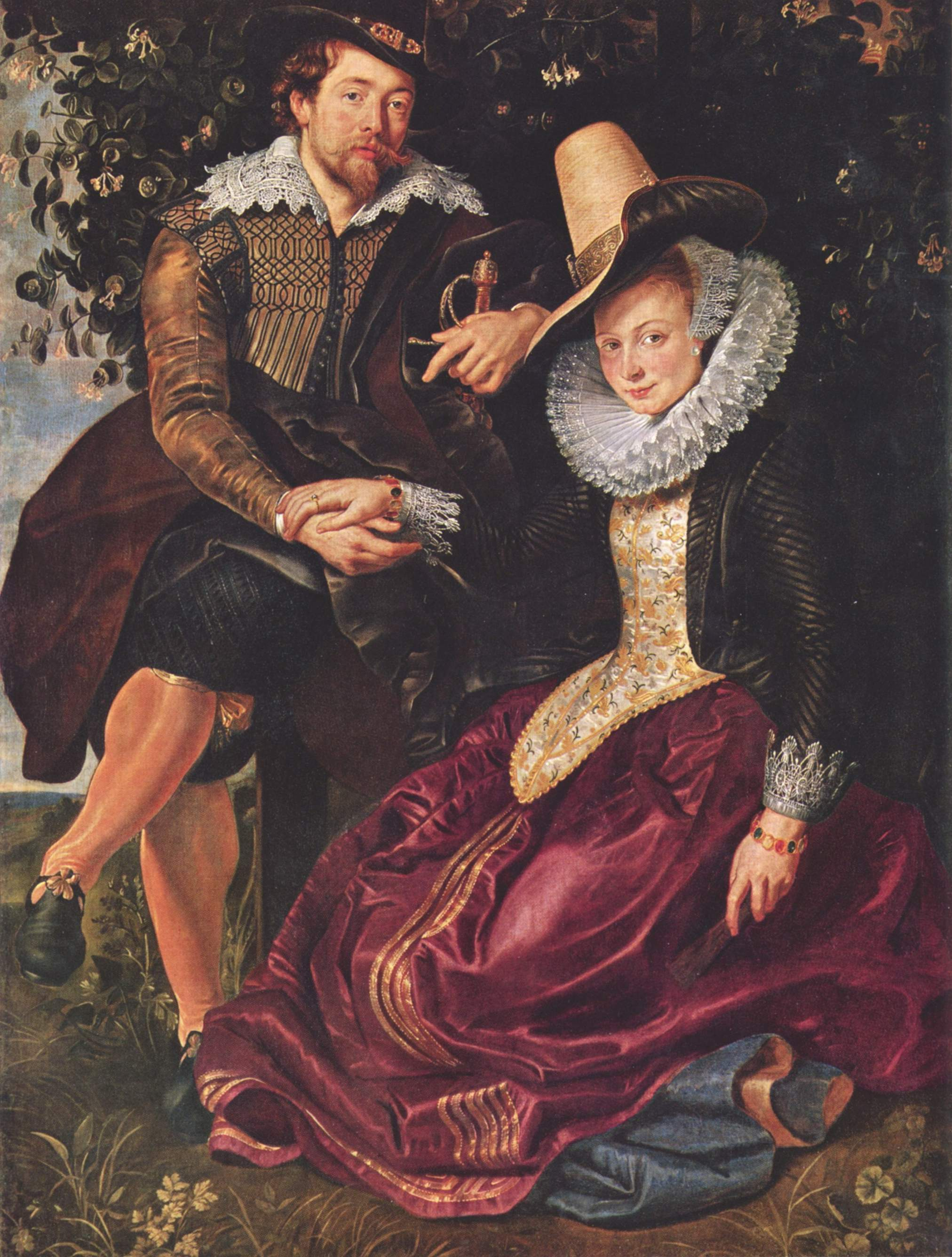

## De 16e eeuw
- Pieter Coecke van Aelst
- Pieter Aertsen
- Herri met de Bles
- Paul Bril
- Crispijn van den Broeck
- Jan Brueghel de Jonge
- Jan Brueghel de Oude
- Pieter Bruegel de Oude
- Pieter Brueghel de Jonge
- Joos van Cleve
- Matthijs de Cock
- Gillis van Coninxloo
- Cornelis van Dalem
- Frans Floris
- Ambrosius Francken de Oude
- Frans Francken de Oude
- Hiëronymus Francken de Oude
- Lucas Gassel
- Jan Gossaert
- Abel Grimmer
- Jacob Grimmer
- Lucas de Heere
- Jan Sanders van Hemessen
- Adriaen Key
- Jan Mandijn
- Cornelis Massijs
- Jan Massijs
- Quinten Massijs (I)
- Meester van Frankfurt
- Joos de Momper
- Frans Mostaert
- Anthonie Mor
- Adam van Noort
- Joachim Patinir
- Frans Pourbus de Oudere
- Frans Pourbus de Jongere
- Marinus van Reymerswale
- Pieter Snayers
- Bartholomeus Spranger
- Otto van Veen
- Tobias Verhaecht
- Maerten de Vos
- Willem de Vos
- Sebastiaen Vrancx

## De 17e eeuw
- Alexander Adriaenssen
- Hendrick van Balen
- Pieter Boel
- Adriaen Brouwer
- Joos van Craesbeeck
- Gaspard de Crayer
- Abraham van Diepenbeeck
- Antoon van Dyck
- Frans Francken (II), (1581-1642)
- Jan Fijt
- Abraham Janssens
- Jacob Jordaens
- Jan van Kessel
- Clara Peeters
- Erasmus Quellinus
- Theodoor Rombouts
- Peter Paul Rubens
- Cornelis Schut
- Daniël Seghers
- Gerard Seghers
- Jan Siberechts
- Frans Snyders
- David Teniers de Jonge
- Theodoor van Thulden
- Lucas van Uden
- Adriaen van Utrecht
- Cornelis de Vos
- Paul de Vos
- Jan Wildens
- Jacob van Reesbroeck